# Quincieux
Quincieux är en kommun i departementet Rhône i regionen Auvergne-Rhône-Alpes i östra Frankrike. Kommunen ligger i kantonen Neuville-sur-Saône som tillhör arrondissementet Lyon. År 2022 hade Quincieux 3 620 invånare.

## Befolkningsutveckling
Antalet invånare i kommunen Quincieux
| Referens: INSEE |